# Ulan (Haixi)

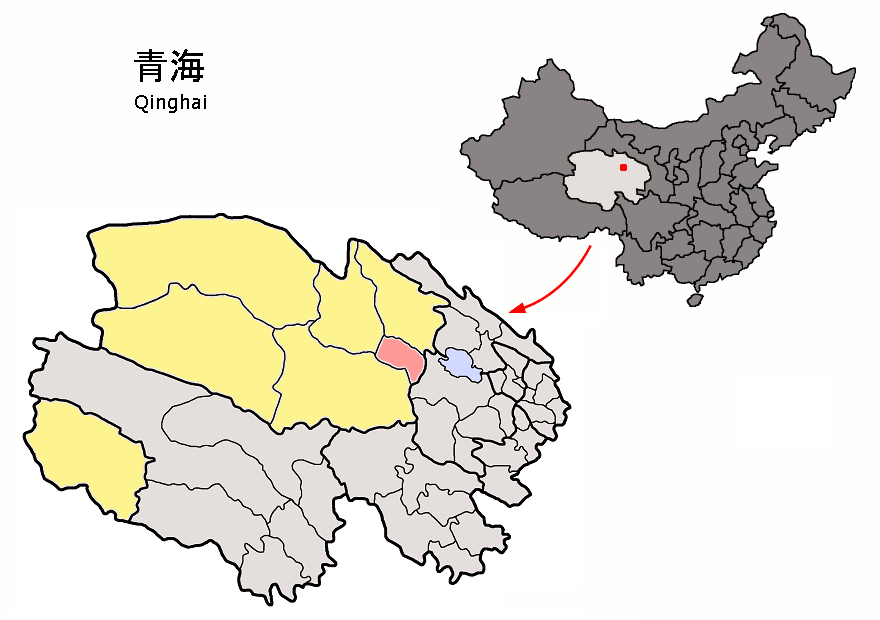
Lage des Kreises Ulan (rosa) im Autonomen Bezirk Haixi der Mongolen und Tibeter (gelb)

Der Kreis Ulan (乌兰县; Pinyin: Wūlán Xiàn) ist ein Kreis des Autonomen Bezirks Haixi der Mongolen und Tibeter in der chinesischen Provinz Qinghai. Er hat eine Fläche von 12.270 Quadratkilometern und zählt 31.507 Einwohner (Stand: Zensus 2020).
Er liegt am nordöstlichen Rand des Qaidam-Beckens (Chaidamu Pendi) und ist von hohen Bergen umgeben. 
　　

## Administrative Gliederung
Auf Gemeindeebene setzt sich der Kreis aus vier Großgemeinden zusammen. Diese sind:　
- Großgemeinde Xirig 希里沟镇
- Großgemeinde Caka 茶卡镇
- Großgemeinde Hohod 柯柯镇
- Großgemeinde Toinbo 铜普镇